# Cuprostibita
La cuprostibita és un mineral de la classe dels sulfurs. Anomenada el 1969 per C. Sorensen, Evgeny Ivanovich Semenov Semenov, Marianna Sergeevna Bezsmertnaya, i E. B. Khalezova de les arrels llatines de la composició química, cupro- i stibium.

## Classificació
La cuprostibita es troba classificada en el grup 2.AA.20 segons la classificació de Nickel-Strunz (2 per a Sulfurs i sulfosals (sulfurs, selenurs, tel·lururs; arsenurs, antimonurs, bismuturs; sulfarsenits, sulfantimonits, sulfbismutits, etc.); A per a Aliatges i A per Els aliatges de metal·loides amb Cu, Ag, Au; el nombre 20 correspon a la posició del mineral dins del grup). En la classificació de Dana el mineral es troba al grup 2.4.11.1 (2 per a Sulfurs i 4 per a AmBnXp, amb (m+n):p = 2:1; 11 i 1 corresponen a la posició del mineral dins del grup).

## Característiques
La cuprostibita és un sulfur de fórmula química Cu₂(Sb,Tl). Cristal·litza en el sistema tetragonal. La seva duresa a l'escala de Mohs és 4.

## Formació i jaciments
S'ha descrit a Europa, Amèrica del Nord i Groenlàndia. En vetes de sienita, sodalita i dolomita mineralitzades.